# Bruno Gonçalves
Bruno Gonçalves Kischinhevsky (Rio de Janeiro, 9 augustus 1994) is een Braziliaans voetballer van Israëlische afkomst die doorgaans als middenvelder speelt. Hij heeft tevens een Portugees paspoort.

## Carrière
Bruno Gonçalves speelde in Brazilië van 2014 tot 2017 voor Madureira EC. In 2017 vertrok hij naar FC Dordrecht waar hij de derde Braziliaan in de selectie werd na Matheus Menezes en Cícero Dazzi Bobbio. Hij debuteerde op 18 augustus 2017, in de met 5-1 verloren uitwedstrijd tegen Fortuna Sittard. Hij kwam in de 83e minuut in het veld voor Denis Mahmudov. In de winterstop vertrok hij samen met Cícero Dazzi Bobbio bij FC Dordrecht. Bruno ging weer bij zijn oude club Madureira spelen. In 2020 stond hij onder contract bij AA Portuguesa, waar hij geen enkele wedstrijd in de Série D speelde. Sinds 2021 speelt hij voor America FC.

### Statistieken
| Seizoen                       | Club           | Land           | Competitie     | Competitie | Competitie | Beker | Beker | Overig | Overig | Totaal | Totaal |
| Seizoen                       | Club           | Land           | Competitie     | Wed.       | Dlp.       | Wed.  | Dlp.  | Wed.   | Dlp.   | Wed.   | Dlp.   |
| ----------------------------- | -------------- | -------------- | -------------- | ---------- | ---------- | ----- | ----- | ------ | ------ | ------ | ------ |
| 2014                          | Madureira EC   | Brazilië       | Série C        | 2          | 0          | 0     | 0     | 0      | 0      | 2      | 0      |
| 2015                          | Madureira EC   | Brazilië       | Série C        | 5          | 1          | 1     | 0     | 2      | 0      | 8      | 1      |
| 2016                          | Madureira EC   | Brazilië       | Série D        | 1          | 0          | 0     | 0     | 7      | 0      | 8      | 0      |
| 2017                          | Madureira EC   | Brazilië       | Carioca        | –          | –          | 0     | 0     | 1      | 0      | 1      | 0      |
| 2017/18                       | FC Dordrecht   | Nederland      | Eerste divisie | 2          | 0          | 0     | 0     | –      | –      | 2      | 0      |
| 2018                          | Madureira EC   | Brazilië       | Série D        | 1          | 1          | 0     | 0     | 0      | 0      | 1      | 1      |
| 2019                          | Madureira EC   | Brazilië       | Carioca        | –          | –          | 0     | 0     | 6      | 0      | 6      | 0      |
| 2020                          | Madureira EC   | Brazilië       | Carioca        | –          | –          | 0     | 0     | 6      | 0      | 6      | 0      |
| 2020                          | AA Portuguesa  | Brazilië       | Série D        | 0          | 0          | 0     | 0     | 0      | 0      | 0      | 0      |
| 2021                          | America FC     | Brazilië       | Carioca        | –          | –          | 1     | 0     | 3      | 0      | 4      | 0      |
| Carrièretotaal                | Carrièretotaal | Carrièretotaal | Carrièretotaal | 11         | 2          | 2     | 0     | 25     | 0      | 38     | 2      |
| Bijgewerkt op 31 oktober 2021 |                |                |                |            |            |       |       |        |        |        |        |